# Trophée Marcel-Robert
Le trophée Marcel-Robert est remis annuellement au joueur de hockey sur glace de la  Ligue de hockey junior Maritimes Québec (LHJMQ) qui combine les meilleurs résultats sportifs et scolaires.
Il tire son nom de Marcel Robert, ancien président de la Ligue de hockey junior majeur du Québec de 1977 à 1981, intronisé au temple de la renommée de la LHJMQ le 17 mars 1998. 
Tout au long de son implication au niveau du hockey amateur, Marcel Robert a initié et contribué largement à la mise en place de mesures permettant aux jeunes joueurs de hockey de pratiquer leur sport à un niveau d'élite tout en continuant leur progression académique.

## Lauréats
- 1980-1981 : François Lecomte, Junior de Montréal
- 1981-1982 : Jacques Sylvestre, Bisons de Granby
- 1982-1983 : Claude Gosselin, Remparts de Québec
- 1983-1984 : Gilbert Paiement, Saguenéens de Chicoutimi
- 1984-1985 : Claude Gosselin, Remparts de Québec
- 1985-1986 : Bernard Morin, Voisins de Laval
- 1986-1987 : Patrice Tremblay, Saguenéens de Chicoutimi
- 1987-1988 : Stéphane Beauregard, Castors de Saint-Jean
- 1988-1989 : Daniel Lacroix, Bisons de Granby
- 1989-1990 : Yanic Perreault, Draveurs de Trois-Rivières
- 1990-1991 : Benoît Larose, Titan de Laval
- 1991-1992 : Simon Toupin, Harfangs de Beauport
- 1992-1993 : Jocelyn Thibault, Faucons de Sherbrooke
- 1993-1994 : Patrick Boileau, Titan Collège français de Laval
- 1994-1995 : Daniel Brière, Voltigeurs de Drummondville
- 1995-1996 : Marc Denis, Saguenéens de Chicoutimi
- 1996-1997 : Luc Vaillancourt, Harfangs de Beauport
- 1997-1998 : Michel Tremblay, Cataractes de Shawinigan
- 1998-1999 : Christian Robichaud, Tigres de Victoriaville
- 1999-2000 : Yanick Lehoux, Drakkar de Baie-Comeau
- 2000-2001 : Jean-Philippe Brière, Océanic de Rimouski
- 2001-2002 : Olivier Michaud, Cataractes de Shawinigan
- 2002-2003 : Éric l'Italien, Huskies de Rouyn-Noranda
- 2003-2004 : Nicolas Laplante, Titan d'Acadie-Bathurst
- 2004-2005 : Guillaume Demers, Screaming Eagles du Cap-Breton
- 2005-2006 : Pierre-Marc Guilbault, Cataractes de Shawinigan
- 2006-2007 : Alexandre Picard-Hooper, Drakkar de Baie-Comeau
- 2007-2008 : Robert Slaney, Screaming Eagles du Cap-Breton
- 2008-2009 : Payton Liske, Sea Dogs de Saint-Jean
- 2009-2010 : Dominic Jalbert, Saguenéens de Chicoutimi
- 2010-2011 : Nicolas Therrien, Saguenéens de Chicoutimi
- 2011-2012 : Jonathan Brunelle, Screaming Eagles du Cap-Breton
- 2012-2013 : Charles-David Beaudoin, Voltigeurs de Drummondville
- 2013-2014 : Jérémy Grégoire, Drakkar de Baie-Comeau
- 2014-2015 : Jérémy Grégoire, Drakkar de Baie-Comeau
- 2015-2016 : Alexis d'Aoust, Cataractes de Shawinigan
- 2016-2017 : Antoine Samuel, Drakkar de Baie-Comeau
- 2017-2018 : Alexandre Alain, Armada de Blainville-Boisbriand
- 2018-2019 : Matthew Welsh, Islanders de Charlottetown
- 2019-2020 : Rafaël Harvey-Pinard, Saguenéens de Chicoutimi
- 2020-2021 : Jacob Gaucher, Foreurs de Val-d'Or
- 2021-2022 : Charle Truchon, Remparts de Québec
- 2022-2023 : Julien Béland, Océanic de Rimouski
- 2023-2024 : Alexis Morin, Saguenéens de Chicoutimi
- 2024-2025 : Mathieu Cataford, Océanic de Rimouski[